# Risvensläktet
Risvensläktet (Piptatherum) är ett släkte av gräs som beskrevs av Ambroise Marie François Joseph Palisot de Beauvois. Risvensläktet ingår i familjen gräs.
Släktet innehåller bara arten Piptatherum miliaceum.

## Bildgalleri

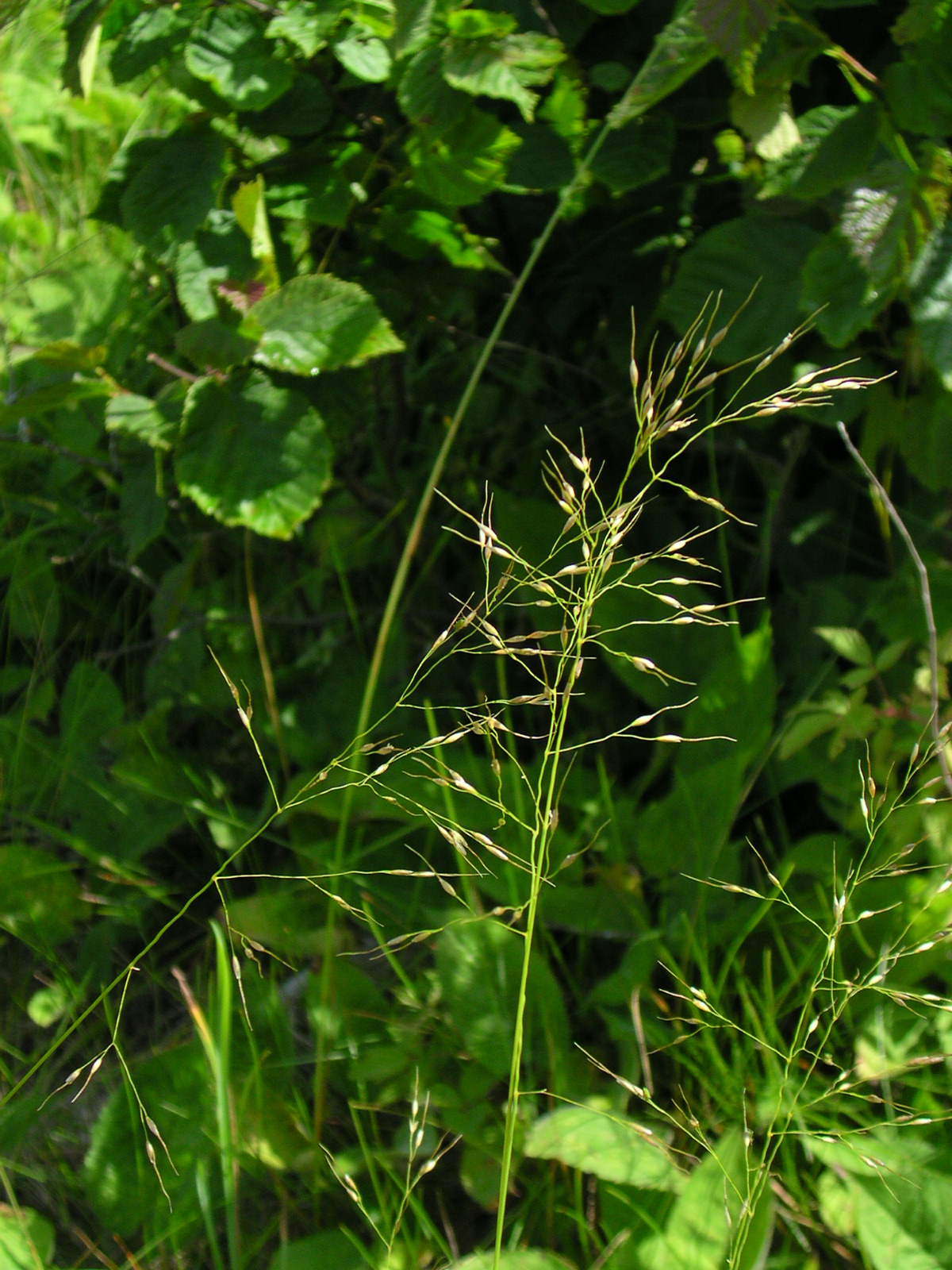
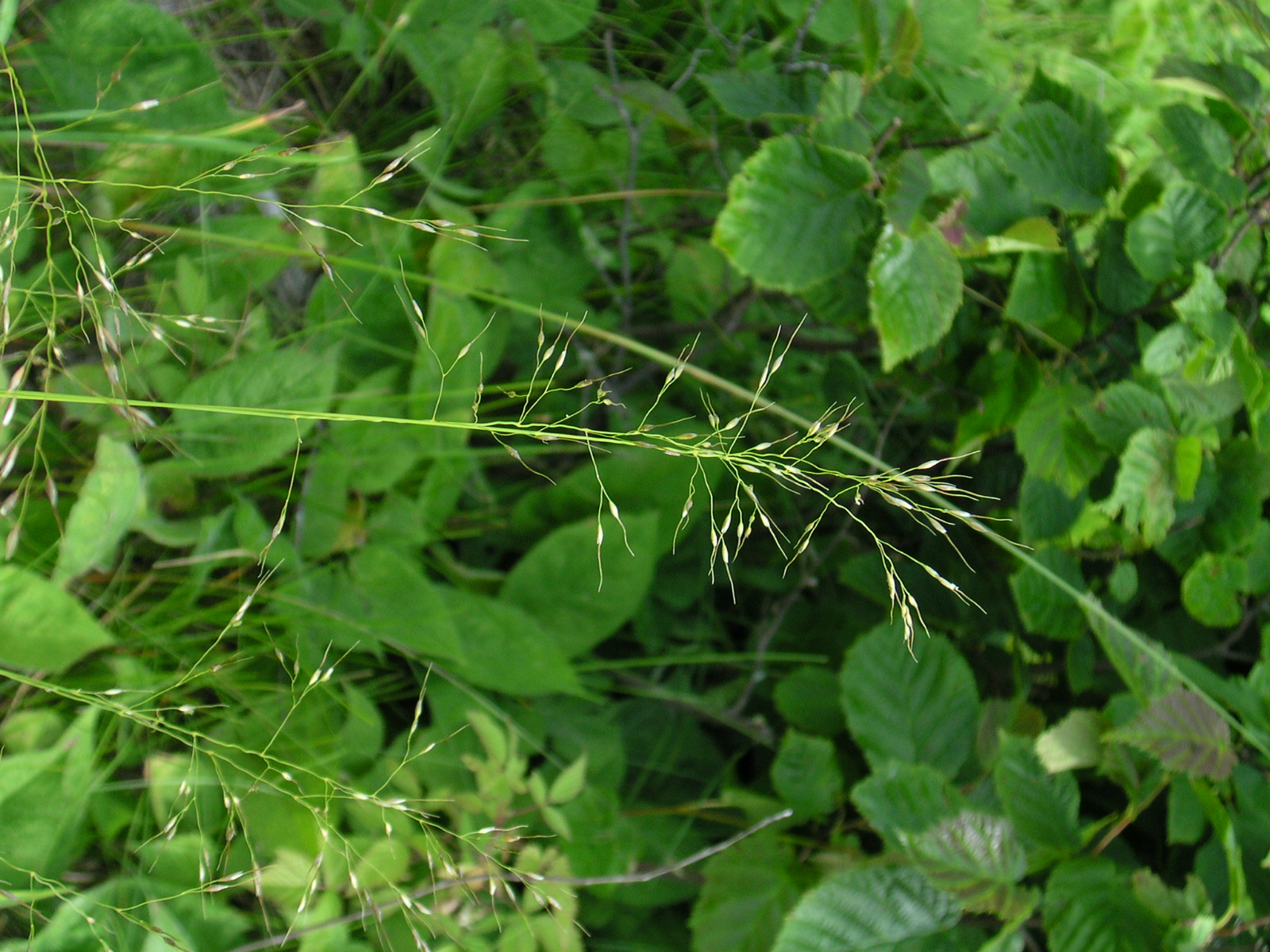
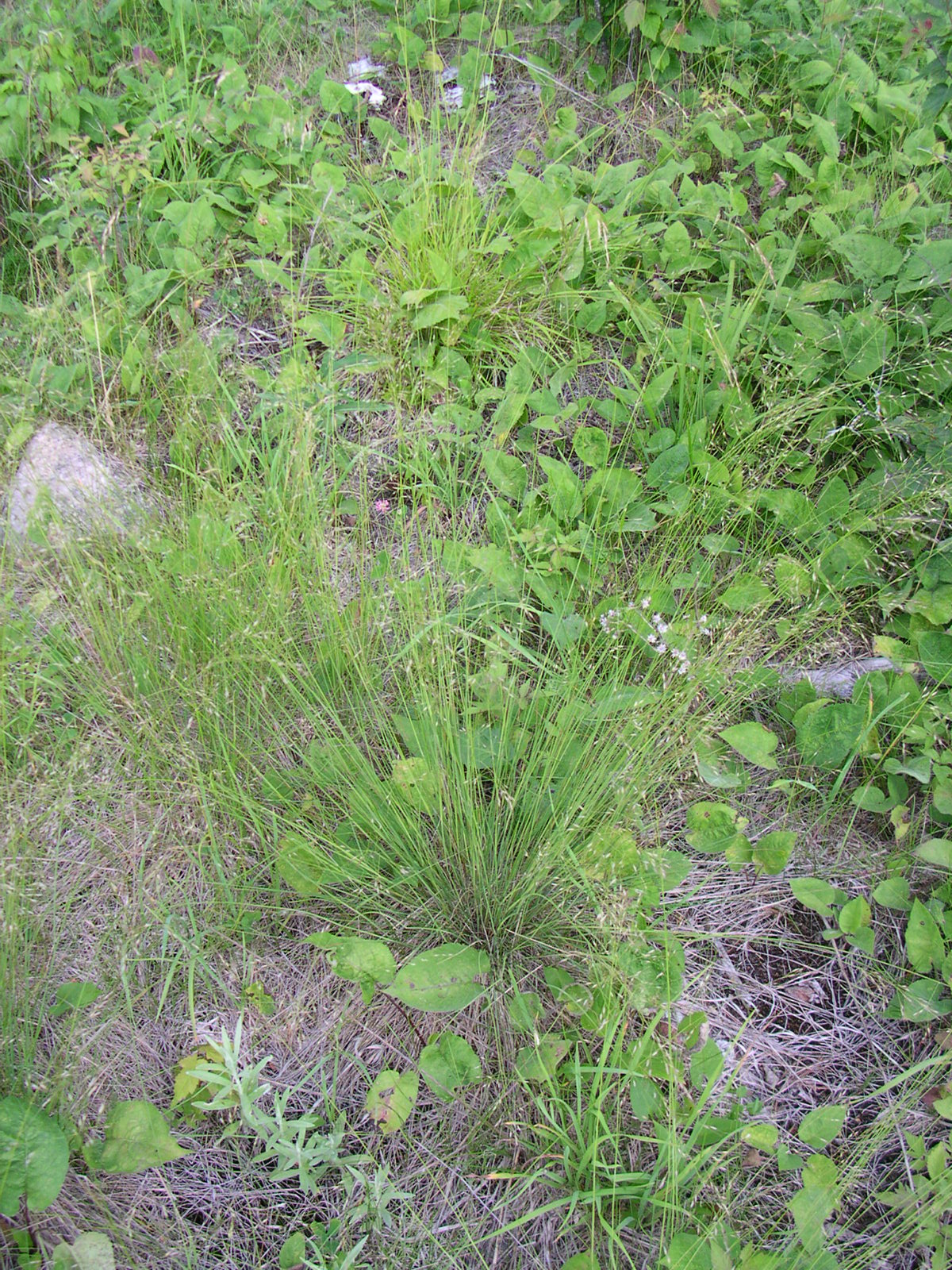
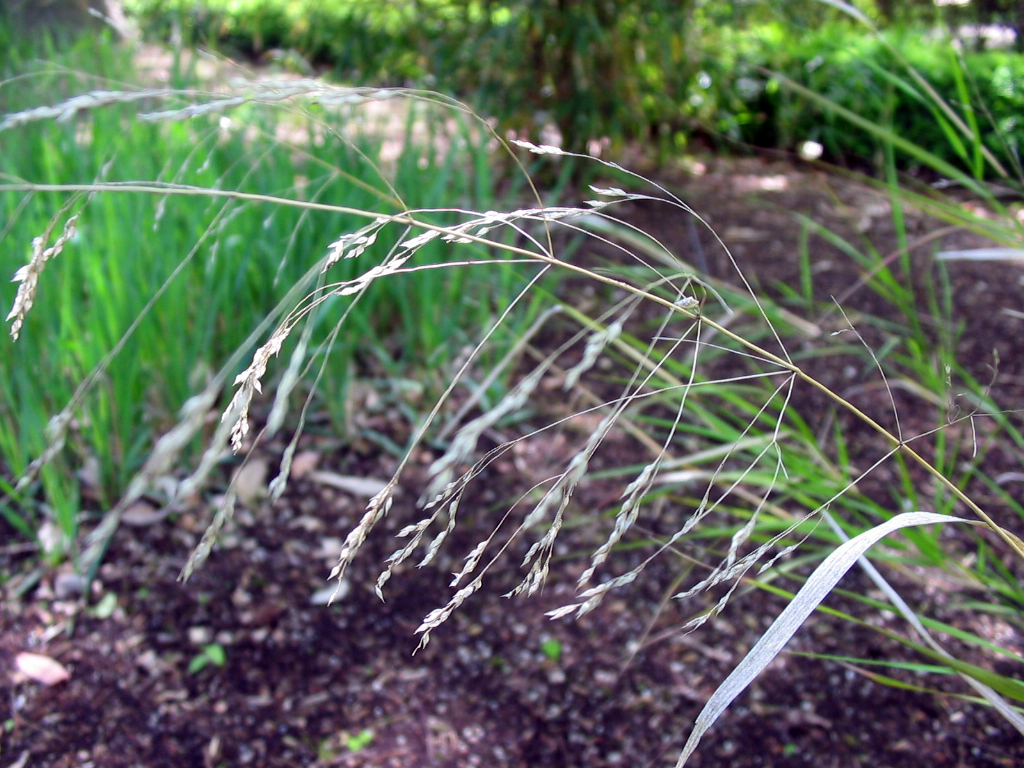
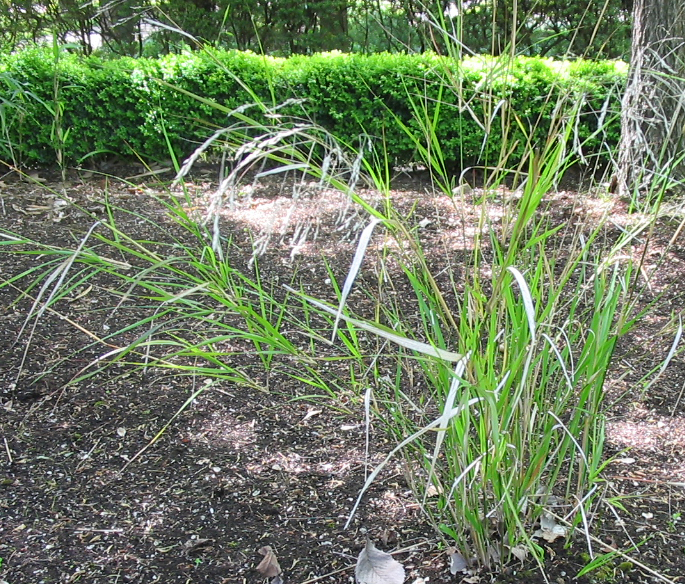
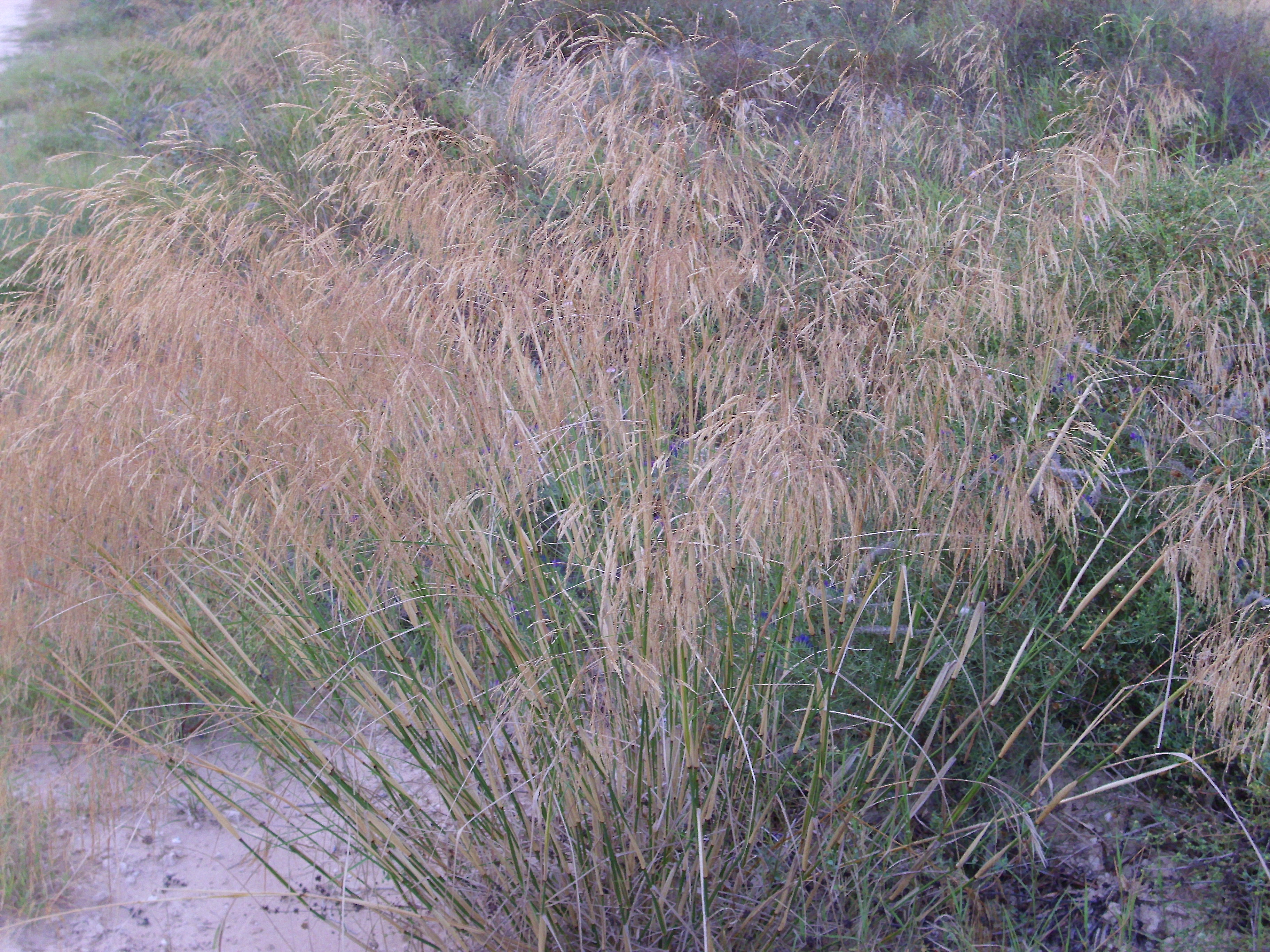